# Dikran Tulaine
Dikran Tulaine, född som John Dikran Utidjian, den 23 juni 1956 i London, är en brittisk-armenisk skådespelare, berättare och dramatiker. Han hade en återkommande gästroll som Max i NBC-serien The Blacklist mellan åren 2013 och 2021, och spelade dessutom med i filmerna G.I. Joe: Retaliation från 2013, Black Knight från 2001 och Seeking Justice från 2011. Hans senaste framträdande var i en gästroll som karaktären Mancrea i den sista säsongen av AMC-serien The Walking Dead.